# William Collazo
William Collazo (Cuba, 31 de agosto de 1986) es un atleta cubano especializado en la prueba de 400 m, en la que consiguió ser subcampeón mundial en pista cubierta en 2010.

## Carrera deportiva
En el Campeonato Mundial de Atletismo en Pista Cubierta de 2010 ganó la medalla de plata en los 400 metros, llegando a meta en un tiempo de 46.31 segundos que fue su mejor marca personal, tras el bahameño Chris Brown (oro con 45.96 segundos) y por delante del estadounidense Jamaal Torrance.